# Ryslinge Kommune
Ryslinge Kommune i Fyns Amt blev dannet ved kommunalreformen i 1970. Ved strukturreformen i 2007 indgik den i Faaborg-Midtfyn Kommune sammen med Broby Kommune, Faaborg Kommune, Ringe Kommune og Årslev Kommune.

## Tidligere kommuner
Ryslinge Kommune blev dannet ved sammenlægning af 3 sognekommuner:
| Kommune   | Folketal 1. januar 1970 | Byer                         |
| --------- | ----------------------- | ---------------------------- |
| Gislev    | 1.913                   | Gislev og del af Fjellerup   |
| Kværndrup | 1.972                   | Kværndrup                    |
| Ryslinge  | 1.643                   | Ryslinge og del af Fjellerup |
| I alt     | 5.528                   |                              |

## Sogne
Ryslinge Kommune bestod af følgende sogne:
- Gislev Sogn (Gudme Herred)
- Kværndrup Sogn (Sunds Herred)
- Ryslinge Sogn (Gudme Herred)

## Borgmestre[2]
| Navn            | Parti            | Periode   |
| --------------- | ---------------- | --------- |
| Thule Hansen    | Radikale Venstre | 1970-1982 |
| K. E. Laursen   | Venstre          | 1982-1998 |
| Vagn Jørgensen  | Venstre          | 1998-2002 |
| Gunnar Landtved | Venstre          | 2002-2006 |